# Frederic Christian al II-lea, Duce de Schleswig-Holstein-Sonderburg-Augustenburg
Frederic Christian al II-lea, Duce de Augustenborg (28 septembrie 1765 – 14 iunie 1814) a fost prinț danez și magnat feudal. A deținut insula Als și câteva castele (cum ar fi Sonderborg) în Schleswig.

## Biografie
A fost fiul cel mare al lui Frederic Christian I, Duce de Schleswig-Holstein-Sonderburg-Augustenburg (1721–1794) și a verișoarei acestuia, Prințesa Charlotte de Schleswig-Holstein-Sonderburg-Plön (1744–1770). Până la decesul tatălui său, a fost numit Prinț Ereditar de Augustenborg.
Prin sângele lui curgea mult sânge danez prin bunica maternă, bunica paternă și străbunica paternă, care s-au născut contesă de Reventlow, contesă de Danneskiold-Samsoe și contesă de Ahlefeldt-Langeland. A fost înrudit îndeaproape cu toate familiile daneze ale înaltei nobilimi a vremii.
În 1786, la vârsta de 20 de ani, s-a căsătorit cu o verișoară îndepărtată în vârstă de 14 ani, Louise Auguste a Danemarcei și Norvegiei (1771–1843), fiica reginei Caroline Mathilde a Danemarcei. Louise Auguste s-a născut în timpul mariajului reginei cu regele Christian al VII-lea al Danemarcei și Norvegiei, însă zvonurile spuneau că adevăratul ei tată era Johann Friedrich Struensee, medicul regelui și regentul de facto al țării în momentul nașterii ei. Nunta a avut loc la 27 mai 1786 la Palatul Christiansborg.
Cuplul a locuit la Castel timp de mulți ani, până la incendiul din 1794 și decesul tatălui lui, Ducele de Augustenborg Frederick Christian I. Prințul a moștenit ducatul.
Frederic Christian al II-lea și Louise Auguste au avut trei copii:
- Caroline Amalia (28 iunie 1796 – 9 martie 1881); căsătorită în 1815 cu Prințul Christian Frederick al Danemarcei (d. 1848), viitorul rege Christian al VIII-lea al Danemarcei; nu au avut copii
- Christian August al II-lea  (19 iulie 1798 – 11 martie 1869); viitorul Duce de Holstein-Sonderburg-Augustenburg
- Frederick Emil August (23 august - 2 iulie 1865); s-a căsătorit în 1829 cu contesa Henriette Danneskjold-Samsøe (1806–1858), o nobilă daneză aparținând ramurei nelegitime a Casei de Oldenburg; au avut copii